# Segunda División 1946-1947 (Spagna)
L'edizione 1946-47 della Segunda División fu il sedicesimo campionato di calcio spagnolo di seconda divisione. Il campionato vide la partecipazione di 14 squadre. Le prime due ottennero la promozione in Primera División mentre le ultime due retrocessero in Tercera División. Erano previsti anche i playoff.

## Classifica finale
|  |     | Classifica finale 1946-47 | Pt | G  | V  | N | P  | GF | GS | DR  |
|  | --- | ------------------------- | -- | -- | -- | - | -- | -- | -- | --- |
|  | 1.  | Alcoyano                  | 38 | 26 | 16 | 6 | 4  | 64 | 36 | +28 |
|  | 2.  | Gimnàstic                 | 35 | 26 | 16 | 3 | 7  | 67 | 42 | +25 |
|  | 3.  | Real Sociedad             | 32 | 26 | 13 | 6 | 7  | 55 | 37 | +18 |
|  | 4.  | Hércules                  | 30 | 26 | 14 | 2 | 10 | 48 | 44 | +4  |
|  | 5.  | Maiorca                   | 26 | 26 | 13 | 0 | 13 | 47 | 48 | -1  |
|  | 6.  | Levante                   | 26 | 26 | 12 | 2 | 12 | 62 | 53 | +8  |
|  | 7.  | Granada                   | 25 | 26 | 10 | 5 | 11 | 36 | 51 | -15 |
|  | 8.  | Córdoba                   | 24 | 26 | 9  | 6 | 11 | 38 | 41 | -3  |
|  | 9.  | Malaga                    | 23 | 26 | 8  | 7 | 11 | 38 | 44 | -6  |
|  | 10. | Racing Ferrol             | 22 | 26 | 9  | 4 | 13 | 48 | 62 | -14 |
|  | 11. | Barakaldo                 | 21 | 26 | 10 | 1 | 15 | 58 | 59 | -1  |
|  | 12. | Racing Santander          | 21 | 26 | 7  | 7 | 12 | 38 | 54 | -16 |
|  | 13. | Real Saragozza            | 21 | 26 | 9  | 3 | 14 | 42 | 47 | -5  |
|  | 14. | Real Betis                | 20 | 26 | 8  | 4 | 14 | 37 | 60 | -23 |

## Playoff
| Real Murcia | 0-2 | Real Sociedad |

## Playout
| Racing Santander | 1-3 | Real Valladolid |

## Record
- Maggior numero di vittorie:  Alcoyano,  Gimnàstic  (16)
- Minor numero di sconfitte:  Alcoyano (4)
- Migliore attacco:  Gimnàstic (67 reti segnate)
- Miglior difesa:  Alcoyano (36 reti subite)
- Miglior differenza reti:  Alcoyano (+28)
- Maggior numero di pareggi:  Malaga,  Racing Santander (7)
- Minor numero di pareggi:  Maiorca (0)
- Maggior numero di sconfitte:  Barakaldo (15)
- Minor numero di vittorie:  Racing Santander (7)
- Peggior attacco:  Real Betis (37 reti segnate)
- Peggior difesa:  Racing Ferrol (62 reti subite)
- Peggior differenza reti:  Real Betis (-23)

## Verdetti
- Alcoyano,  Gimnàstic e  Real Sociedad promosse in Primera División spagnola 1947-1948.
- Real Saragozza,   Real Betis e  Racing Santander retrocesse in Tercera División.